# Liga Premier de Kazajistán 2014
La Liga Premier 2014 es la 23ª temporada de la Liga Premier de Kazajistán. La temporada comenzó el 15 de marzo y finalizó el 9 de noviembre de 2014. El club FC Astana se proclamó campeón, obteniendo su 1° título de liga premier en su historia.

## Sistema de competición
Los doce equipos participantes jugaron entre sí todos contra todos dos veces totalizando 22 partidos cada uno, al término de la fecha 22 los seis primeros clasificados pasaron a integrar el Grupo campeonato, mientras que los 6 últimos integraron el Grupo descenso.
En los grupos se les recorta los puntos a la mitad (es decir, un equipo que acumulo 40 puntos en la temporada regular, en los grupos comenzaría con 20 puntos)
En el grupo campeonato los seis clubes se volvieron a enfrentar entre sí, dos veces, totalizando 32 partidos cada uno, al término, el primer clasificado se coronó campeón y clasificó a la Segunda ronda de la Liga de Campeones 2015-16, mientras que el segundo y el tercer clasificado obtuvieron un cupo para la primera ronda de la Liga Europa 2015-16.
En el grupo descenso los seis clubes se volvieron a enfrentar entre sí, dos veces, totalizando 32 partidos cada uno, al término el último clasificado descendió a la Primera División de Kazajistán 2015, mientras que el undécimo jugó un play-off de permanencia entre el subcampeón de la Primera División de Kazajistán.
Un tercer cupo para la primera ronda de la Liga Europa 2015-16 se asignará al campeón de la Copa de Kazajistán.

## Equipos
los clubes FC Vostok Oskemen y FC Akzhayik descendidos la temporada 2013 fueron sustituidos por el campeón de la Birinszi Liga el club FC Kaisar Kyzylorda y por el subcampeón y ganador de la promoción el FC Spartak Semey.
| Club               | Ciudad      | Estadio                        | Capacidad |
| ------------------ | ----------- | ------------------------------ | --------- |
| FC Aktobe          | Aktobe      | Estadio Central de Aktobe      | 13.500    |
| FC Astana          | Astaná      | Astana Arena                   | 30.000    |
| FC Atyrau          | Atyrau      | Estadio Munaishy               | 9.000     |
| FC Irtysh          | Pavlodar    | Estadio Central de Pavlodar    | 15.000    |
| FC Kairat          | Almatý      | Estadio Central de Almaty      | 25.057    |
| FC Kaisar          | Kyzylorda   | Estadio Gany Muratbayev        | 7.000     |
| FC Ordabasy        | Shymkent    | Estadio Kazhymukan Munaitpasov | 20.000    |
| Shakhter Karagandá | Karagandá   | Estadio Shahter                | 19.000    |
| Spartak Semey      | Semey       | Estadio Spartak                | 8.000     |
| FC Taraz           | Taraz       | Estadio Central de Taraz       | 12.525    |
| FC Tobol           | Kostanái    | Estadio Central de Kostanai    | 8.323     |
| FC Zhetysu         | Taldykorgan | Estadio Zhetysu                | 4.000     |

## Temporada regular

### Tabla de posiciones
| Pos. | Equipo             | Pts. | PJ | G  | E | P  | GF | GC | Dif. | Clasificación 2014       |
| ---- | ------------------ | ---- | -- | -- | - | -- | -- | -- | ---- | ------------------------ |
| 1    | Aktobe             | 43   | 22 | 12 | 7 | 3  | 34 | 17 | +17  | Ronda por el campeonato  |
| 2    | Kairat Almaty      | 42   | 22 | 13 | 3 | 6  | 41 | 20 | +21  | Ronda por el campeonato  |
| 3    | Astana             | 39   | 22 | 10 | 9 | 3  | 34 | 17 | +17  | Ronda por el campeonato  |
| 4    | Shakhter Karagandy | 36   | 22 | 11 | 3 | 8  | 33 | 27 | +6   | Ronda por el campeonato  |
| 5    | Ordabasy           | 35   | 22 | 10 | 5 | 7  | 24 | 22 | +2   | Ronda por el campeonato  |
| 6    | Kaisar Kyzylorda   | 32   | 22 | 8  | 8 | 6  | 23 | 23 | 0    | Ronda por el campeonato  |
| 7    | Zhetysu            | 27   | 22 | 7  | 6 | 9  | 15 | 18 | −3   | Ronda por la permanencia |
| 8    | Tobol Kostanai     | 26   | 22 | 6  | 8 | 8  | 22 | 29 | −7   | Ronda por la permanencia |
| 9    | Irtysh Pavlodar    | 24   | 22 | 6  | 6 | 10 | 28 | 35 | −7   | Ronda por la permanencia |
| 10   | Atyrau             | 24   | 22 | 6  | 6 | 10 | 19 | 27 | −8   | Ronda por la permanencia |
| 11   | Taraz              | 19   | 22 | 5  | 4 | 13 | 21 | 34 | −13  | Ronda por la permanencia |
| 12   | Spartak Semey      | 14   | 22 | 3  | 5 | 14 | 16 | 41 | −25  | Ronda por la permanencia |

Actualizado a los partidos jugados el 3 de agosto de 2014.
 Fuente: Soccerway

### Resultados
| Local \ Visitante  | AKT | AST | ATY | IRT | KAI | KSA | ORD | SHA | SPA | TAR | TOB | ZHE |
| ------------------ | --- | --- | --- | --- | --- | --- | --- | --- | --- | --- | --- | --- |
| Aktobe             | —   | 1–1 | 0–0 | 3–0 | 1–0 | 3–0 | 1–1 | 4–0 | 3–0 | 2–0 | 3–1 | 1–0 |
| Astana             | 1–2 | —   | 3–0 | 5–3 | 2–2 | 1–0 | 1–1 | 4–0 | 5–0 | 1–0 | 1–0 | 0–0 |
| Atyrau             | 0–0 | 1–0 | —   | 0–1 | 0–3 | 1–3 | 1–1 | 3–2 | 2–1 | 3–0 | 0–0 | 1–2 |
| Irtysh Pavlodar    | 1–1 | 3–4 | 0–1 | —   | 0–1 | 1–1 | 2–0 | 1–0 | 5–0 | 2–0 | 0–3 | 1–0 |
| Kairat Almaty      | 7–1 | 0–0 | 0–1 | 2–1 | —   | 1–0 | 0–1 | 2–0 | 4–1 | 3–1 | 3–1 | 2–1 |
| Kaisar Kyzylorda   | 2–2 | 1–0 | 2–1 | 4–2 | 0–1 | —   | 1–0 | 1–0 | 1–1 | 0–0 | 0–0 | 0–0 |
| Ordabasy           | 1–0 | 0–1 | 1–0 | 2–1 | 1–0 | 2–1 | —   | 2–1 | 2–1 | 1–1 | 3–0 | 1–1 |
| Shakhter Karagandy | 1–1 | 0–0 | 2–0 | 2–2 | 1–0 | 4–1 | 3–1 | —   | 1–0 | 1–0 | 4–1 | 3–0 |
| Spartak Semey      | 0–1 | 1–1 | 2–1 | 0–0 | 2–5 | 1–1 | 2–0 | 0–1 | —   | 0–1 | 2–1 | 1–1 |
| Taraz              | 0–2 | 1–1 | 3–3 | 5–1 | 2–3 | 0–1 | 2–1 | 1–5 | 2–0 | —   | 1–1 | 1–0 |
| Tobol Kostanai     | 0–2 | 1–1 | 0–0 | 1–1 | 2–2 | 1–1 | 2–1 | 2–0 | 2–1 | 1–0 | —   | 0–2 |
| Zhetysu            | 1–0 | 0–0 | 1–0 | 0–0 | 1–0 | 1–2 | 0–1 | 1–2 | 1–0 | 1–0 | 1–2 | —   |

## Ronda por el campeonato

### Tabla de posiciones
| Pos. | Equipo             | Pts. | PJ | G  | E  | P  | GF | GC | Dif. | Clasificación 2015–16                 |
| ---- | ------------------ | ---- | -- | -- | -- | -- | -- | -- | ---- | ------------------------------------- |
| 1    | Astana (C)         | 45   | 32 | 18 | 10 | 4  | 63 | 26 | +37  | Segunda Ronda de la Liga de Campeones |
| 2    | Aktobe             | 40   | 32 | 17 | 10 | 5  | 52 | 31 | +21  | Primera Ronda de la Liga Europa       |
| 3    | Kairat Almaty      | 38   | 32 | 18 | 5  | 9  | 58 | 31 | +27  | Primera Ronda de la Liga Europa       |
| 4    | Ordabasy           | 27   | 32 | 13 | 5  | 14 | 34 | 44 | −10  | Primera ronda de la Liga Europa       |
| 5    | Kaisar Kyzylorda   | 27   | 32 | 10 | 13 | 9  | 30 | 34 | −4   |                                       |
| 6    | Shakhter Karagandy | 21   | 32 | 11 | 6  | 15 | 41 | 49 | −8   |                                       |

Actualizado a los partidos jugados el 9 de noviembre de 2014.
 Fuente: Soccerway

### Resultados
| Local \ Visitante  | AKT | AST | KAI | KSA | ORD | SHA |
| ------------------ | --- | --- | --- | --- | --- | --- |
| Aktobe             | —   | 3–0 | 1–0 | 0–0 | 4–1 | 3–1 |
| Astana             | 6–1 | —   | 5–1 | 3–0 | 5–0 | 2–0 |
| Kairat Almaty      | 2–0 | 2–3 | —   | 1–1 | 2–0 | 6–1 |
| Kaisar Kyzylorda   | 2–2 | 1–1 | 0–2 | —   | 0–1 | 2–1 |
| Ordabasy           | 1–3 | 1–2 | 0–1 | 0–1 | —   | 3–2 |
| Shakhter Karagandy | 1–1 | 0–2 | 0–0 | 0–0 | 2–3 | —   |

## Ronda por la permanencia

### Clasificación
| Pos. | Equipo          | Pts. | PJ | G  | E  | P  | GF | GC | Dif. | Descenso 2015                    |
| ---- | --------------- | ---- | -- | -- | -- | -- | -- | -- | ---- | -------------------------------- |
| 1    | Tobol Kostanai  | 26   | 32 | 10 | 12 | 10 | 35 | 35 | 0    |                                  |
| 2    | Zhetysu         | 25   | 32 | 10 | 8  | 14 | 21 | 31 | −10  |                                  |
| 3    | Atyrau          | 25   | 32 | 10 | 7  | 15 | 30 | 43 | −13  |                                  |
| 4    | Irtysh Pavlodar | 25   | 32 | 9  | 10 | 13 | 39 | 44 | −5   |                                  |
| 5    | Taraz (O)       | 25   | 32 | 9  | 7  | 16 | 32 | 45 | −13  | Play-off de descenso             |
| 6    | Spartak Semey   | 21   | 32 | 7  | 7  | 18 | 30 | 52 | −22  | Descenso a Primera División 2015 |

Actualizado a los partidos jugados el 9 de noviembre de 2014.
 Fuente: Soccerway

### Resultados
| Local \ Visitante | ATY | IRT | SPA | TAR | TOB | ZHE |
| ----------------- | --- | --- | --- | --- | --- | --- |
| Atyrau            | —   | 2–1 | 1–1 | 3–2 | 0–3 | 1–0 |
| Irtysh Pavlodar   | 2–0 | —   | 3–2 | 0–0 | 1–1 | 1–1 |
| Spartak Semey     | 3–1 | 2–0 | —   | 0–0 | 2–1 | 3–1 |
| Taraz             | 2–1 | 0–3 | 1–0 | —   | 1–1 | 2–0 |
| Tobol Kostanai    | 1–2 | 0–0 | 1–0 | 3–0 | —   | 2–0 |
| Zhetysu           | 1–0 | 1–0 | 2–1 | 0–1 | 0–0 | —   |

## Playoff de Relegación
El club FC Okzhetpes Kokshetau campeón de la Birinszi Liga asciende directamente a la máxima categoría, el subcampeón FC Kyran Shymkent disputa una promoción con el penúltimo colocado en la Liga Premier.
| 16 de noviembre de 2014, 11:00 | Taraz                                                         | 1:1 (0:1) (3:1 p.)         | Kyran Shymkent                              | Astana Arena, Astana                                     |                                                          |
|                                | - Yarovenko 59'                                               | Reporte                    | - 24' Zhumakhanov                           | Asistencia: 500 espectadores Árbitro(s): Aidyn Rahinbaev | Asistencia: 500 espectadores Árbitro(s): Aidyn Rahinbaev |
|                                |                                                               | Tiros desde el punto penal |                                             |                                                          |                                                          |
|                                | - Dosmagambetov - Evstigneev - Kuchma - Bashlay - Kozhamberdy |                            | - Kozyulin - Önal - Pishchulin - Amirseitov |                                                          |                                                          |

- Taraz se mantiene en la Liga Premier.

## Máximos goleadores
- actualizado 1 noviembre de 2014
| Pos. | Jugador              | Club               | Goles |
| ---- | -------------------- | ------------------ | ----- |
| 1.   | Foxi Kéthévoama      | Astana             | 15    |
| 2.   | Miloš Trifunović     | Atyrau             | 13    |
| 3.   | Kostyantyn Dudchenko | Irtysh Pavlodar    | 11    |
| 4.   | Gerard Gohou         | Kairat             | 10    |
| 4.   | Mihret Topcagić      | Shakhter Karagandá | 10    |
| 4.   | Patrick Twumasi      | Astana             | 10    |